# نيكيتا سيمونيان
نيكيتا سيمونيان (بالروسية: Никита Симонян)‏ (مواليد 12 أكتوبر 1926) هو لاعب كرة قدم. لعب مع منتخب الاتحاد السوفييتي لكرة القدم. سبق له أن لعب في كأس العالم لكرة القدم مع منتخب بلاده.

## روابط خارجية
- نيكيتا سيمونيان على موقع الاتحاد الدولي (مؤرشف)  (الإنجليزية)
- نيكيتا سيمونيان على موقع قاعدة بيانات كرة القدم.إي يو (الإنجليزية)
- نيكيتا سيمونيان على موقع ناشيونال فوتبول تيمز (الإنجليزية)
- نيكيتا سيمونيان على موقع عالم كرة القدم.نت (الإنجليزية)
- نيكيتا سيمونيان على موقع أوليمبيديا (الإنجليزية)